# Roma imago urbis
Roma imago urbis è un documentario in quindici parti prodotto dal 1987 al 1992 e distribuito direct-to-video nel 1994. La regia è di Luigi Bazzoni.

## Distribuzione
Il film è stato pubblicato in home video, in formato VHS, dall'Istituto Poligrafico dello Stato.